# Robert Crumb
Robert Crumb (Philadelphia (Pennsylvania), 30 augustus 1943) is een Amerikaans illustrator en striptekenaar. Hij is met name bekend als tekenaar van undergroundstrips met in de hoofdrol onder andere Fritz the Cat, Mr. Natural, Devil Girl en Mister Snoid. 

## Biografie
Crumb werd in 1943 geboren in Philadelphia in de Verenigde Staten. Samen met zijn broers Charles en Maxon tekende hij vanaf 1951 allerlei home-made Comics. Nadat hij de middelbare school verliet, vertrok hij in 1962 naar Cleveland om als illustrator van wenskaarten te werken.
In 1967 trok Crumb tijdens de Summer of Love naar San Francisco, waar hij onder invloed van LSD zijn psychedelische tekenstijl ontwikkelde. Hij maakte vooral naam als de tekenaar van undergroundstripverhalen: strips die vanwege de controversiële inhoud (seks, drugs en maatschappijkritiek) meestal niet via de normale boekhandel verspreid werden. Crumb richtte daarom een eigen blad, Zap Comix, op, waarvan totaal 16 nummers verschenen. In de decennia erna oogstte hij veel respect vanwege zijn tekentalent en satirische, vaak controversiële thema's. Ook was hij een van de eerste striptekenaars die het medium gebruikten om autobiografische verhalen te vertellen.
Crumb ontwierp ook platenhoezen, waaronder die van het album Cheap Thrills uit 1968 van Big Brother and the Holding Company, een band waarin Janis Joplin zong. Daarna illustreerde hij nog heel wat platenhoezen voor platen met traditionele blues-, jazz- en countrymuziek uit de jaren 1920 en 1930.
In 1972 werd van Crumb’s Fritz the Cat een animatiefilm gemaakt onder regie van Ralph Bakshi. Daarin werd het verhaal echter sterk gewijzigd. Hoewel de film een culthit werd, was Crumb er zeer ontevreden over. Hij ontdeed zich zelfs in het geheel van zijn succesvolle creatie door Fritz the Cat in de stripreeks te laten vermoorden. Ook weigerde hij elke medewerking aan de vervolgfilm The Nine Lives of Fritz the Cat uit 1974.
In 2009 publiceerde Crumb een verstripte versie van het bijbelboek Genesis met de volledige tekst zin voor zin uitgebeeld in stripvorm.
Sinds 1994 woont Crumb in Sauve, Zuid-Frankrijk, vanwege de rustige omgeving.

## Documentaire
In 1994 maakte Terry Zwigoff een documentaire over de man, genaamd Crumb (1994). De film kreeg veel lof van critici en publiek omdat ze een verhelderende blik schonk in de wijze waarop Crumbs strips beïnvloed waren door zijn eigen bizarre leven en dat van zijn familie. Crumbs broer Charles pleegde in februari 1992, kort na de opnames, zelfmoord.

#### Nederlandstalige uitgaven
- Fritz the Cat (SPS NV, 1972)
- Mister Snoid (Drukwerk, 1981)
- Crumb Crumb (Oog & Blik, 1992)
- Kafka, scenario: David Mairowitz (Oog & Blik, 2005)
- Het boek Genesis getekend door R.Crumb (Oog & Blik, 2009)
- Getekend Leven, scenario: Robert Crumb en Aline Kominsky-Crumb (Oog & Blik, 2012)

#### Engelstalige uitgaven (incompleet)
- The Sad Book, scenario: John Gibbons (American Greetings, 1967)
- Zap Comix #1–16, (Apex Novelties, 1968-1973, Print Mint, 1974-1975, Last Gasp, 1978-2004, Fantagraphics, 2016)
- Despair (Print Mint, 1969)
- Motor City Comics #1–2 (Rip Off Press, Apr. 1969–Feb. 1970)
- Big Ass Comics #1-2 (Rip Off Press, June 1969–Aug. 1971)
- Mr. Natural #1-3 (San Francisco Comic Book Company, Aug. 1970 – Kitchen Sink Enterprises, 1977)
- Home Grown Funnies (Kitchen Sink Enterprises, Jan. 1971)
- Your Hytone Comix (Apex Novelties, 1971)
- Black and White Comics (Apex Novelties, 1973)
- Bible of Filth (Futuropolis, 1986)
- The Whole Family Is Crazy (Last Gasp, 1998)
- Mystic Funnies #1-3 (Kitchen Sink Press, resp. 1997, 1999 en 2002)
- The Complete Crumb Comics, 17 delen (Fantagraphics Books, 1987-2005)

#### Prentenboeken (incompleet)
- Waiting for Food 1 (Oog & Blik, 1995)
- Odds & Ends (Oog & Blik, 2000)
- Waiting for Food 2 (Oog & Blik, 2000)
- Waiting for Food 3 (Oog & Blik, 2002)
- Waiting for Food 4 (Oog & Blik, 2008)
- The Complete Record Cover Collection (Oog & Blik, 2011)